# Saint-Pierre-de-Manneville
Pour les articles homonymes, voir Saint-Pierre et Manneville.
Saint-Pierre-de-Manneville est une commune française située dans le département de la Seine-Maritime en région Normandie.
Elle fait partie de la Métropole Rouen Normandie et du parc naturel régional des Boucles de la Seine normande.

## Géographie

### Localisation

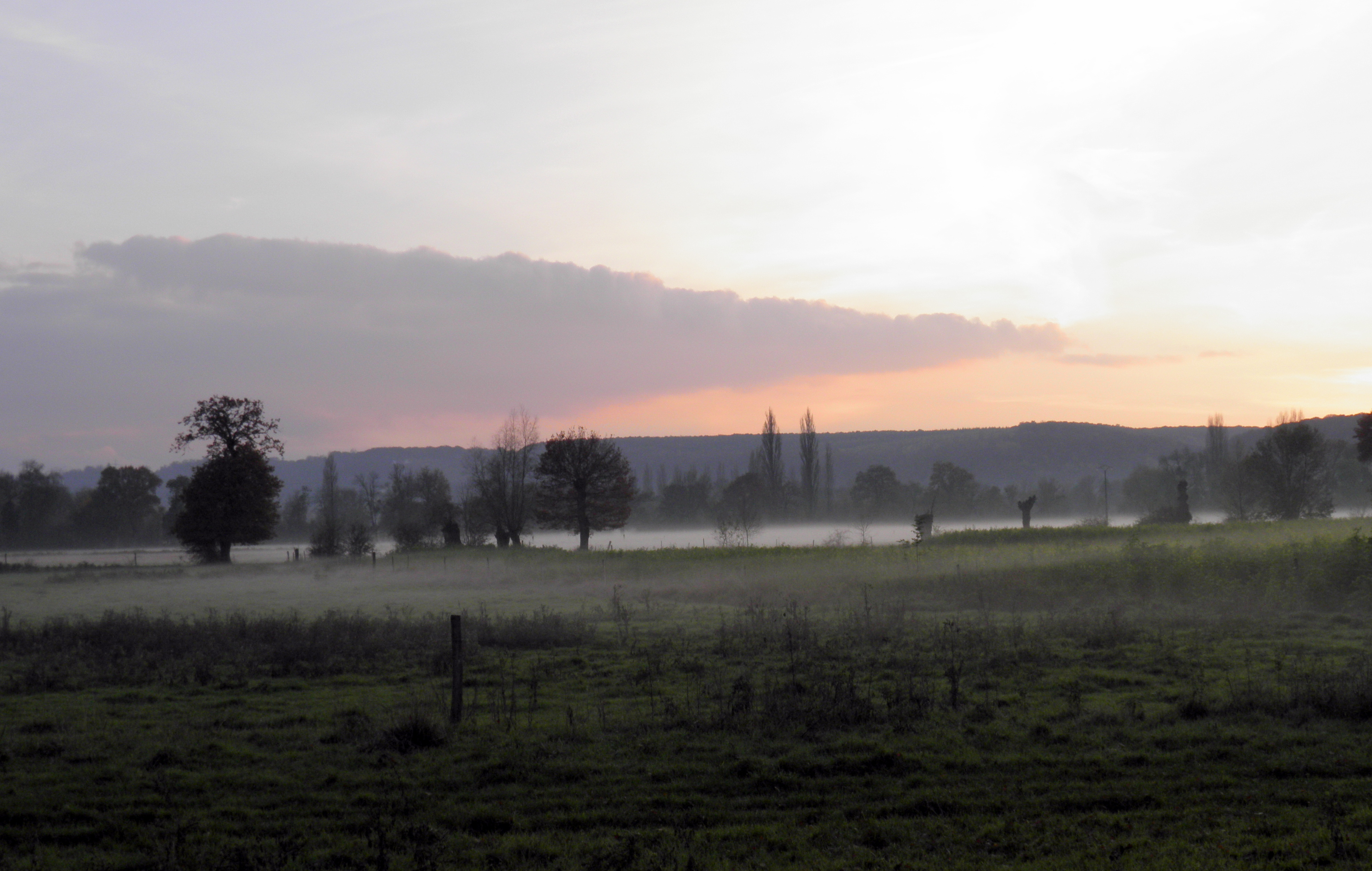
Ambiance de la commune : le Marais.

Saint-Pierre-de Manneville appartient au canton de Canteleu et fait partie de la Métropole Rouen Normandie. La commune se trouve sur la rive droite de la Seine, en bordure de la forêt de Roumare.
| Mauny          | Quevillon                  | Canteleu       |
|                | Saint-Pierre-de-Manneville | Val-de-la-Haye |
| Caumont (Eure) | Sahurs                     |                |

### Hydrographie
La commune est située dans le bassin Seine-Normandie. Elle est drainée par la Seine,.
La Seine, qui prend sa source à Source-Seine, en Côte-d'Or, sur le plateau de Langres, traverse le département avec de larges méandres sur son flanc sud et se jette dans la Manche entre Le Havre et Honfleur. 

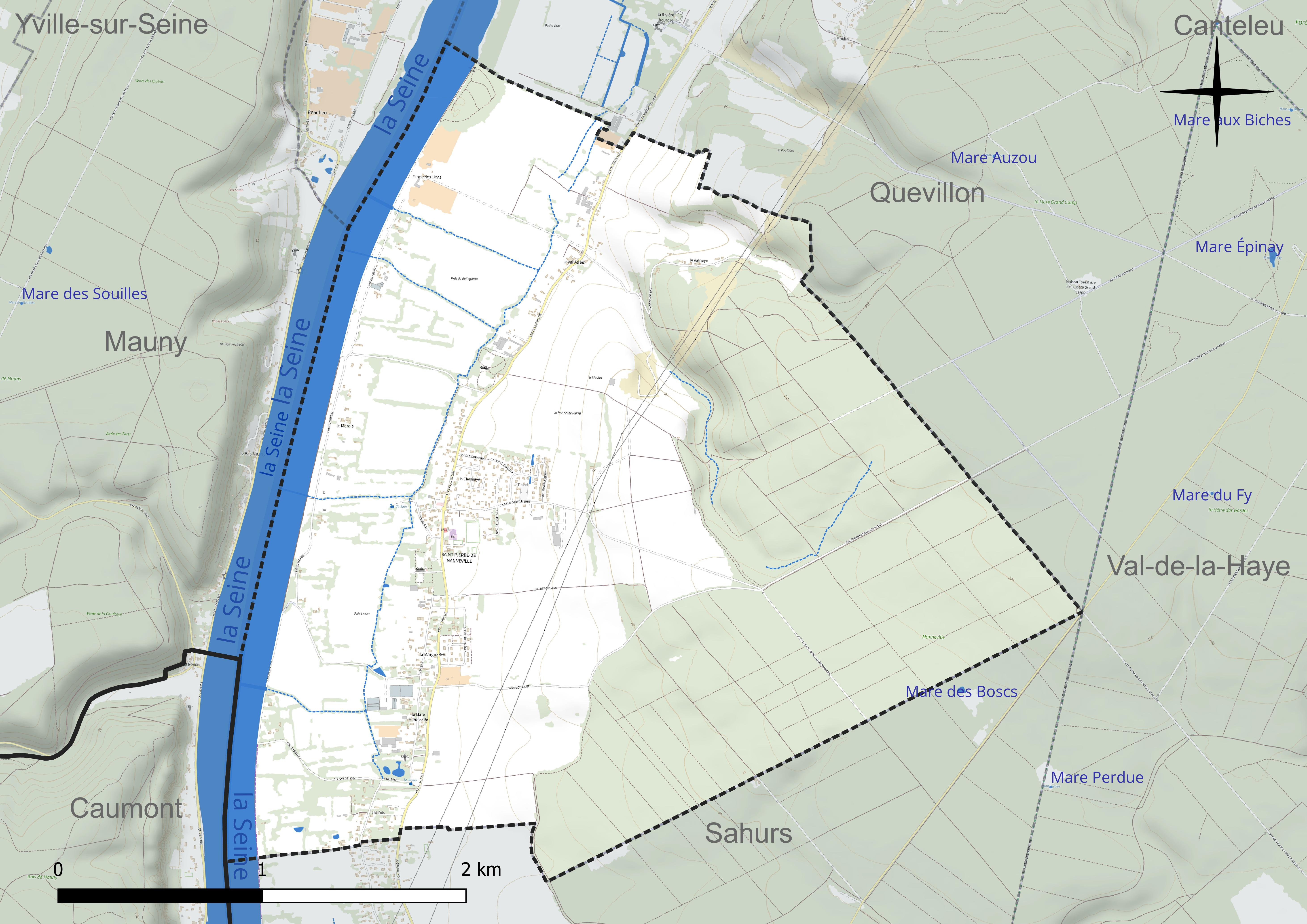
Réseau hydrographique de Saint-Pierre-de-Manneville.

### Climat
Pour des articles plus généraux, voir Climat de la Normandie et Climat de la Seine-Maritime.
En 2010, le climat de la commune est de type climat océanique altéré, selon une étude du CNRS s'appuyant sur une série de données couvrant la période 1971-2000. En 2020, Météo-France publie une typologie des climats de la France métropolitaine dans laquelle la commune est exposée à un climat océanique et est dans la région climatique Côtes de la Manche orientale, caractérisée par un faible ensoleillement (1 550 h/an) ; forte humidité de l’air (plus de 20 h/jour avec humidité relative > 80 % en hiver), vents forts fréquents. Parallèlement le GIEC normand, un groupe régional d’experts sur le climat, différencie quant à lui, dans une étude de 2020, trois grands types de climats pour la région Normandie, nuancés à une échelle plus fine par les facteurs géographiques locaux. La commune est, selon ce zonage, exposée à un « climat contrasté des collines », correspondant au Pays d’Auge, Lieuvin et Roumois, moins directement soumis aux flux océaniques et connaissant toutefois des précipitations assez marquées en raison des reliefs collinaires qui favorisent leur formation.
Pour la période 1971-2000, la température annuelle moyenne est de 10,8 °C, avec une amplitude thermique annuelle de 13 °C. Le cumul annuel moyen de précipitations est de 817 mm, avec 12,2 jours de précipitations en janvier et 8,4 jours en juillet. Pour la période 1991-2020, la température moyenne annuelle observée sur la station météorologique la plus proche, située sur la commune de Jumièges à 9 km à vol d'oiseau, est de 12,2 °C et le cumul annuel moyen de précipitations est de 843,5 mm,. Pour l'avenir, les paramètres climatiques de la commune estimés pour 2050 selon différents scénarios d’émission de gaz à effet de serre sont consultables sur un site dédié publié par Météo-France en novembre 2022.

## Urbanisme

### Typologie
Au 1er janvier 2024, Saint-Pierre-de-Manneville est catégorisée bourg rural, selon la nouvelle grille communale de densité à sept niveaux définie par l'Insee en 2022.
Elle appartient à l'unité urbaine de Sahurs, une agglomération intra-départementale regroupant deux  communes, dont elle est une commune de la banlieue,,. Par ailleurs la commune fait partie de l'aire d'attraction de Rouen, dont elle est une commune de la couronne,. Cette aire, qui regroupe 317 communes, est catégorisée dans les aires de 200 000 à moins de 700 000 habitants,.

### Occupation des sols
L'occupation des sols de la commune, telle qu'elle ressort de la base de données européenne d’occupation biophysique des sols Corine Land Cover (CLC), est marquée par l'importance des territoires agricoles (51,9 % en 2018), en diminution par rapport à 1990 (54,1 %). La répartition détaillée en 2018 est la suivante : 
forêts (37,9 %), zones agricoles hétérogènes (28,7 %), terres arables (23,2 %), zones urbanisées (5,9 %), eaux continentales (4,3 %). L'évolution de l’occupation des sols de la commune et de ses infrastructures peut être observée sur les différentes représentations cartographiques du territoire : la carte de Cassini (XVIIIe siècle), la carte d'état-major (1820-1866) et les cartes ou photos aériennes de l'IGN pour la période actuelle (1950 à aujourd'hui).

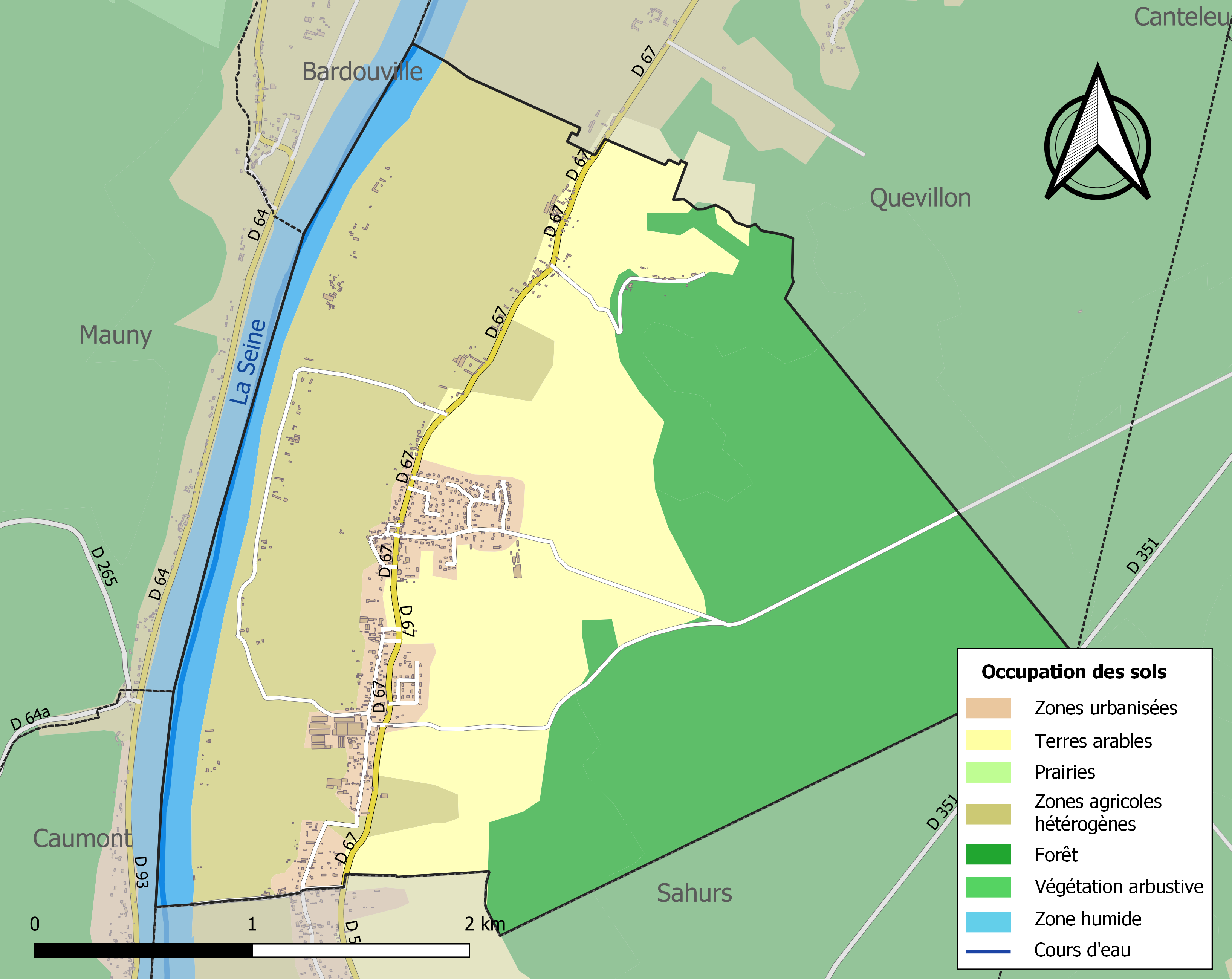
Carte des infrastructures et de l'occupation des sols de la commune en 2018 (CLC).

### Logement
En 2018, le nombre total de logements dans la commune était de 413, alors qu'il était de 344 en 2013 et de 303 en 2008.
Parmi ces logements, 91,2 % étaient des résidences principales, 4,1 % des résidences secondaires et 4,7 % des logements vacants. Ces logements étaient pour 98,7 % d'entre eux des maisons individuelles et pour 0,2 % des appartements.
Le tableau ci-dessous présente la typologie des logements à Saint-Pierre-de-Manneville en 2018 en comparaison avec celle de la Seine-Maritime et de la France entière. Une caractéristique marquante du parc de logements est ainsi une proportion de résidences secondaires et logements occasionnels (4,1 %) supérieure à celle du département (3,9 %) et à celle de la France entière (9,7 %). Concernant le statut d'occupation de ces logements, 82,6 % des habitants de la commune sont propriétaires de leur logement (80,6 % en 2013), contre 53 % pour la Seine-Maritime et 57,5 pour la France entière.
| Typologie                                               | Saint-Pierre-de-Manneville | Seine-Maritime | France entière |
| ------------------------------------------------------- | -------------------------- | -------------- | -------------- |
| Résidences principales (en %)                           | 91,2                       | 88             | 82,1           |
| Résidences secondaires et logements occasionnels (en %) | 4,1                        | 3,9            | 9,7            |
| Logements vacants (en %)                                | 4,7                        | 8,1            | 8,2            |

### Voies de communication et transports
Les ponts les plus proches permettant de traverser la Seine sont le pont de Brotonne à Caudebec-en-Caux et le pont Gustave-Flaubert à Rouen. Les bacs les plus proches sont ceux de Duclair et de Sahurs.
La gare la plus proche est la gare de Rouen-Rive-Droite.

## Toponymie
Le nom de la localité est attesté sous la forme latinisée Mannivilla vers 1060, Ecclesia de Magnevilla en 1131, Ecclesie Sancti Petri de Magnevilla au XIIe siècle, Saint Pierre de Manneville en 1380 et 1381.
L’hagionyme, Saint-Pierre, fait référence à Pierre (apôtre).
Saint-Pierre-de-Manneville est un toponyme médiéval, dont l'élément « Manneville » signifie probablement « grande ferme ». Il s'agit sans doute d'une variante dialectale man(e), comme dans les autres Manneville et Mandeville, correspondant au vieux français main(e) « grand » que François de Beaurepaire identifie dans Menneval (Eure, Manneval vers 1000) et issu du latin magnus / magna de même sens. Albert Dauzat et Charles Rostaing évoquent pour certains d'entre eux, un nom de personne norrois Máni (vieux danois Mane, surnom dérivé de « la lune ») ou germanique Mano, comme dans Manonville. Ils citent en revanche le vieux français magne pour expliquer Manéglise.

## Politique et administration

### Rattachements administratifs et électoraux

#### Rattachements administratifs
La commune se trouve dans l'arrondissement de Rouen du département de la Seine-Maritime.
Elle faisait partie depuis 1801 du canton de Grand-Couronne. Dans le cadre du redécoupage cantonal de 2014 en France, cette circonscription administrative territoriale a disparu, et le canton n'est plus qu'une circonscription électorale.

#### Rattachements électoraux
Pour les élections départementales, la commune fait partie depuis 2014 du canton de Canteleu
Pour l'élection des députés, elle fait partie de la quatrième circonscription de la Seine-Maritime.

### Intercommunalité
Saint-Pierre-de-Manneville était membre de la communauté de l'agglomération rouennaise (CAR), un établissement public de coopération intercommunale (EPCI) à fiscalité propre créé en 1974 et auquel la commune avait transféré un certain nombre de ses compétences, dans les conditions déterminées par le code général des collectivités territoriales.
Celle-ci fusionne le 1er janvier 2010 avec ses voisines afin de former la Communauté d'agglomération Rouen-Elbeuf-Austreberthe (CREA), celle-là même qui se transforme  le 1er janvier 2015 en métropole (intercommunalité française) sous le nom de Métropole Rouen-Normandie et dont est désormais membre la commune.

## Équipements et services publics

### Enseignement
La commune dépend de l'Académie de Normandie.
- École Louis-Pergaud.

## Population et société

### Démographie
L'évolution du nombre d'habitants est connue à travers les recensements de la population effectués dans la commune depuis 1793. Pour les communes de moins de 10 000 habitants, une enquête de recensement portant sur toute la population est réalisée tous les cinq ans, les populations de référence des années intermédiaires étant quant à elles estimées par interpolation ou extrapolation. Pour la commune, le premier recensement exhaustif entrant dans le cadre du nouveau dispositif a été réalisé en 2005.

En 2022, la commune comptait 884 habitants, en évolution de −4,02 % par rapport à 2016 (Seine-Maritime : +0,35 %, France hors Mayotte : +2,11 %).
| 1793  | 1800 | 1806 | 1821 | 1831 | 1836 | 1841 | 1846 | 1851 |
| ----- | ---- | ---- | ---- | ---- | ---- | ---- | ---- | ---- |
| 1 015 | 880  | 975  | 802  | 801  | 834  | 816  | 802  | 701  |

| 1856 | 1861 | 1866 | 1872 | 1876 | 1881 | 1886 | 1891 | 1896 |
| ---- | ---- | ---- | ---- | ---- | ---- | ---- | ---- | ---- |
| 699  | 650  | 609  | 598  | 558  | 539  | 523  | 485  | 462  |

| 1901 | 1906 | 1911 | 1921 | 1926 | 1931 | 1936 | 1946 | 1954 |
| ---- | ---- | ---- | ---- | ---- | ---- | ---- | ---- | ---- |
| 476  | 437  | 415  | 424  | 409  | 431  | 468  | 462  | 461  |

| 1962 | 1968 | 1975 | 1982 | 1990 | 1999 | 2005 | 2006 | 2010 |
| ---- | ---- | ---- | ---- | ---- | ---- | ---- | ---- | ---- |
| 432  | 442  | 501  | 571  | 728  | 774  | 728  | 728  | 745  |

| 2015 | 2020 | 2022 | - | - | - | - | - | - |
| ---- | ---- | ---- | - | - | - | - | - | - |
| 886  | 885  | 884  | - | - | - | - | - | - |

### Cultes
Saint-Pierre-de-Manneville appartient à la paroisse catholique Saint-Georges de Boscherville en Roumare qui fait partie du doyenné Rouen-Ouest de l'archidiocèse de Rouen.

## Culture locale et patrimoine

### Lieux et monuments
- L'église de Saint-Pierre-de-Manneville : 
L'église de Saint-Pierre-de-Manneville fait l’objet d’un classement au titre des monuments historiques depuis le 27 mars 1914[30]. Elle a été totalement reconstruite au début du XVIe siècle. Sa nef est de style gothique. Sa façade occidentale est dotée de deux portails géminés en style gothique flamboyant. Son berceau est une charpente du XVIe siècle. Le vaisseau est éclairé par six fenêtres à compartiments, dont quelques-unes renfermaient des verrières.
Il n’en reste qu'un petit nombre de fragments : un arbre de Jessé ; un saint Clément, pape ; une Conversion de saint Paul et une Adoration des bergers. Dans la nef était une naïve peinture de 1600, représentant le « jugement de Notre Seigneur par Pilate ».

L'église de Saint-Pierre-de-Manneville
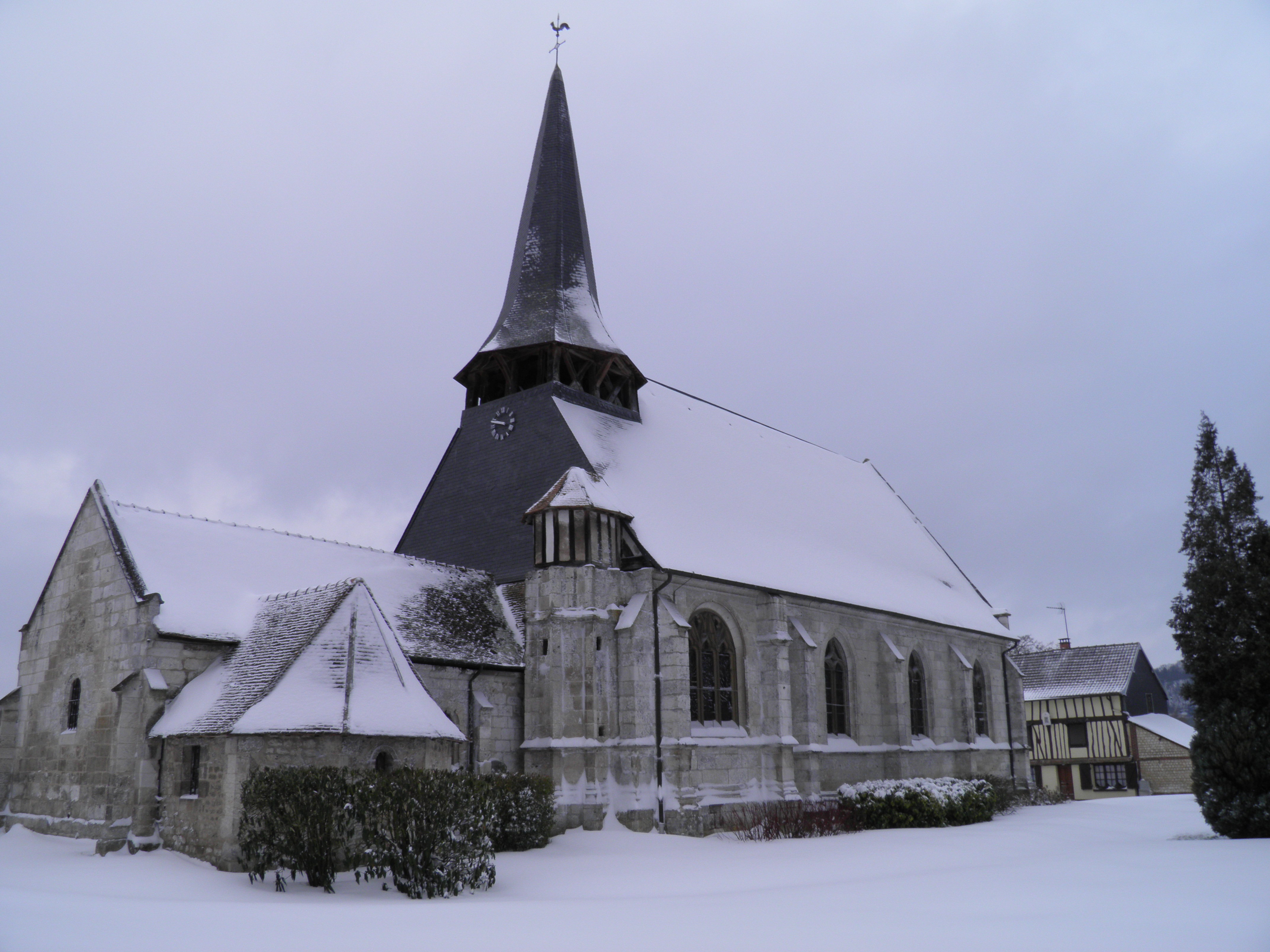
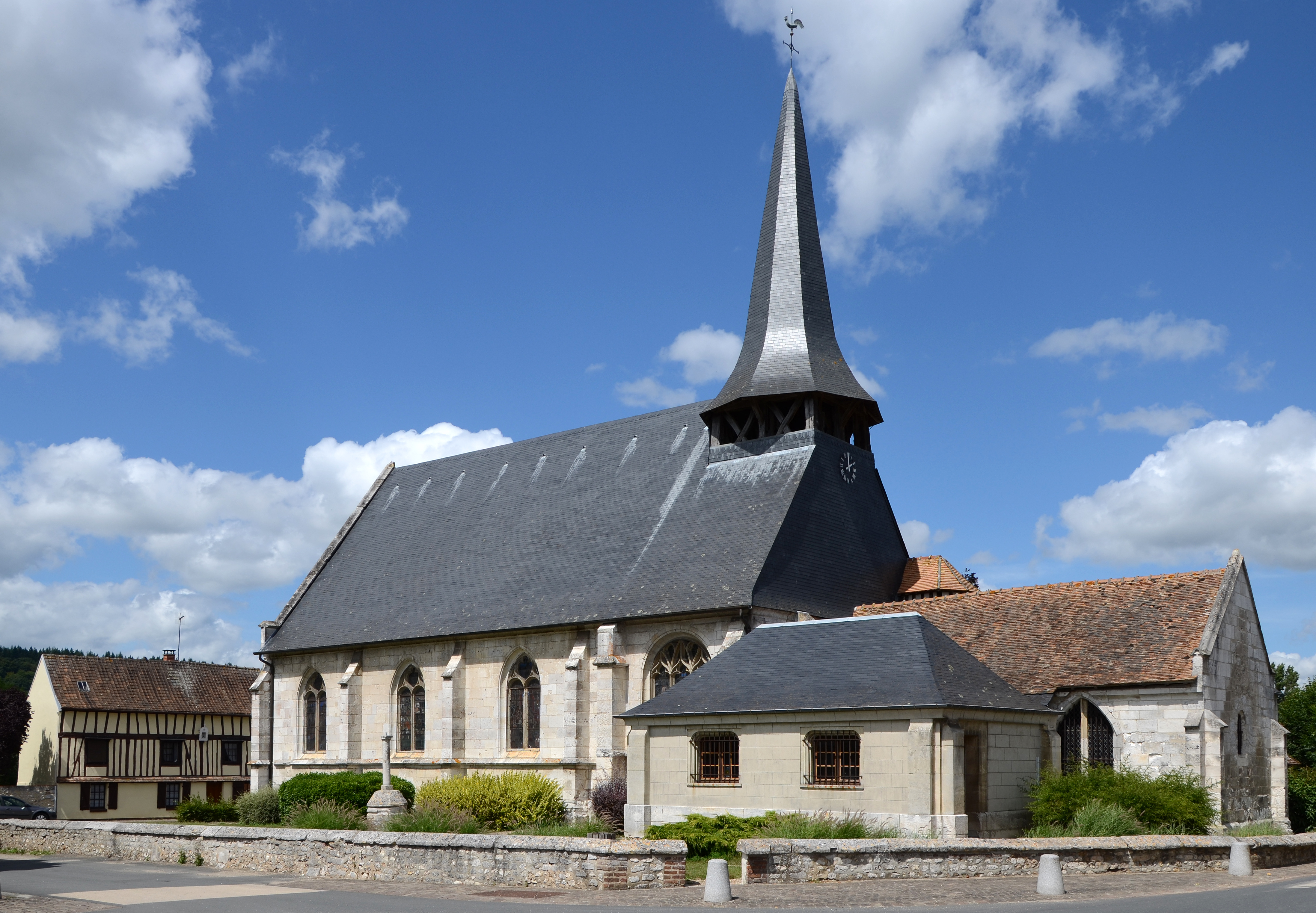
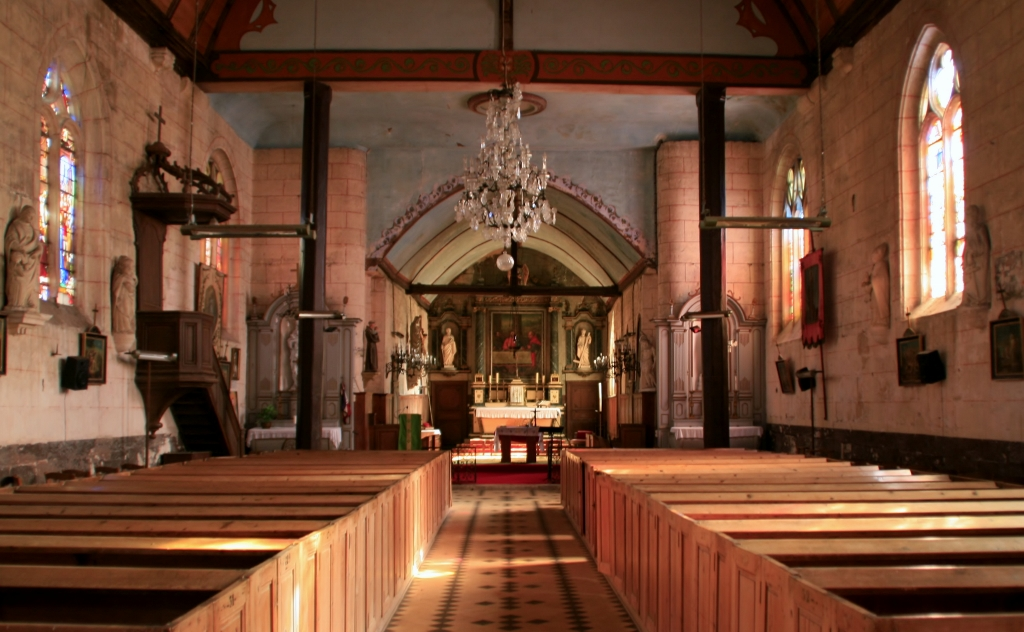
La nef.
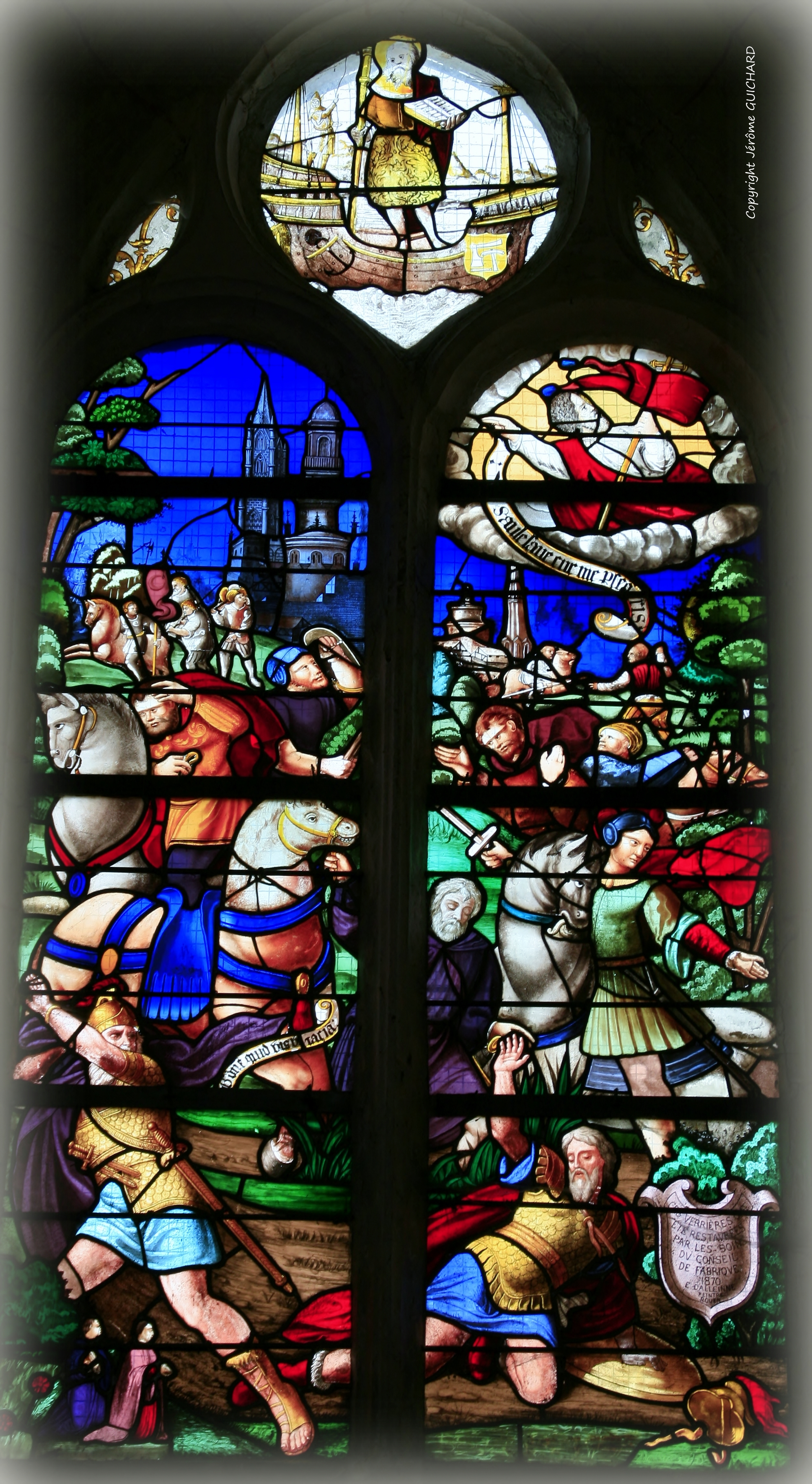

- Le monument aux morts date de 1921.
- Le manoir de Villers : 
Le manoir de Villers fait l’objet d’une inscription au titre des monuments historiques depuis le 6 août 1997[31]. Le manoir de Villers était à l'origine une « maison de maître » construite en 1581, et faite en pierre de Caumont, avec un étage à pans de bois et recouverte de petites tuiles. Il connut de nombreuses transformations au cours des siècles, jusqu'à devenir ce grand manoir néo-normand aux toitures inspirées des plus belles maisons de Rouen et aux façades habillées d'un curieux trompe-l'œil, réalisation de l'architecte Charles Lassire.

Le manoir de Villiers
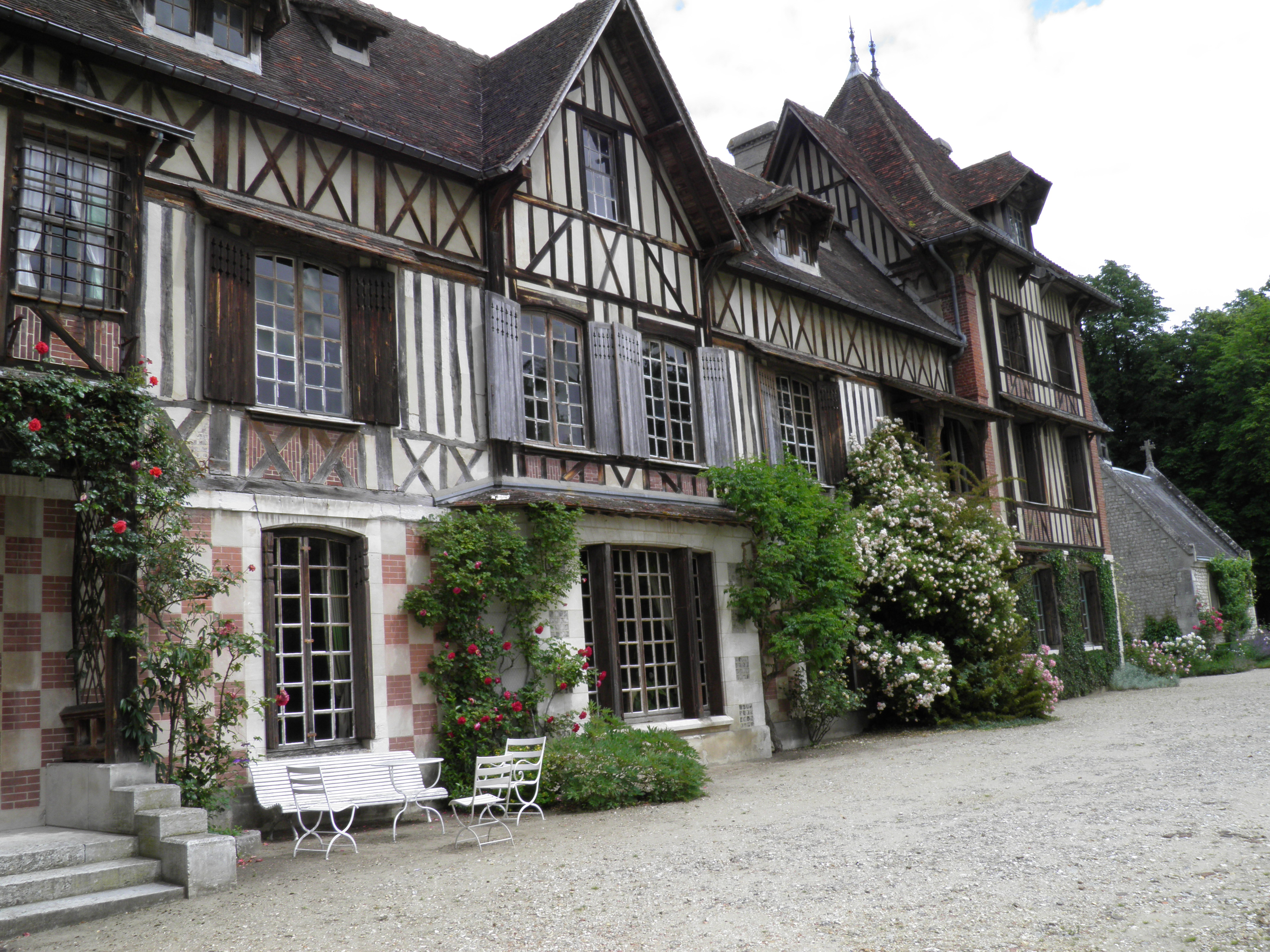
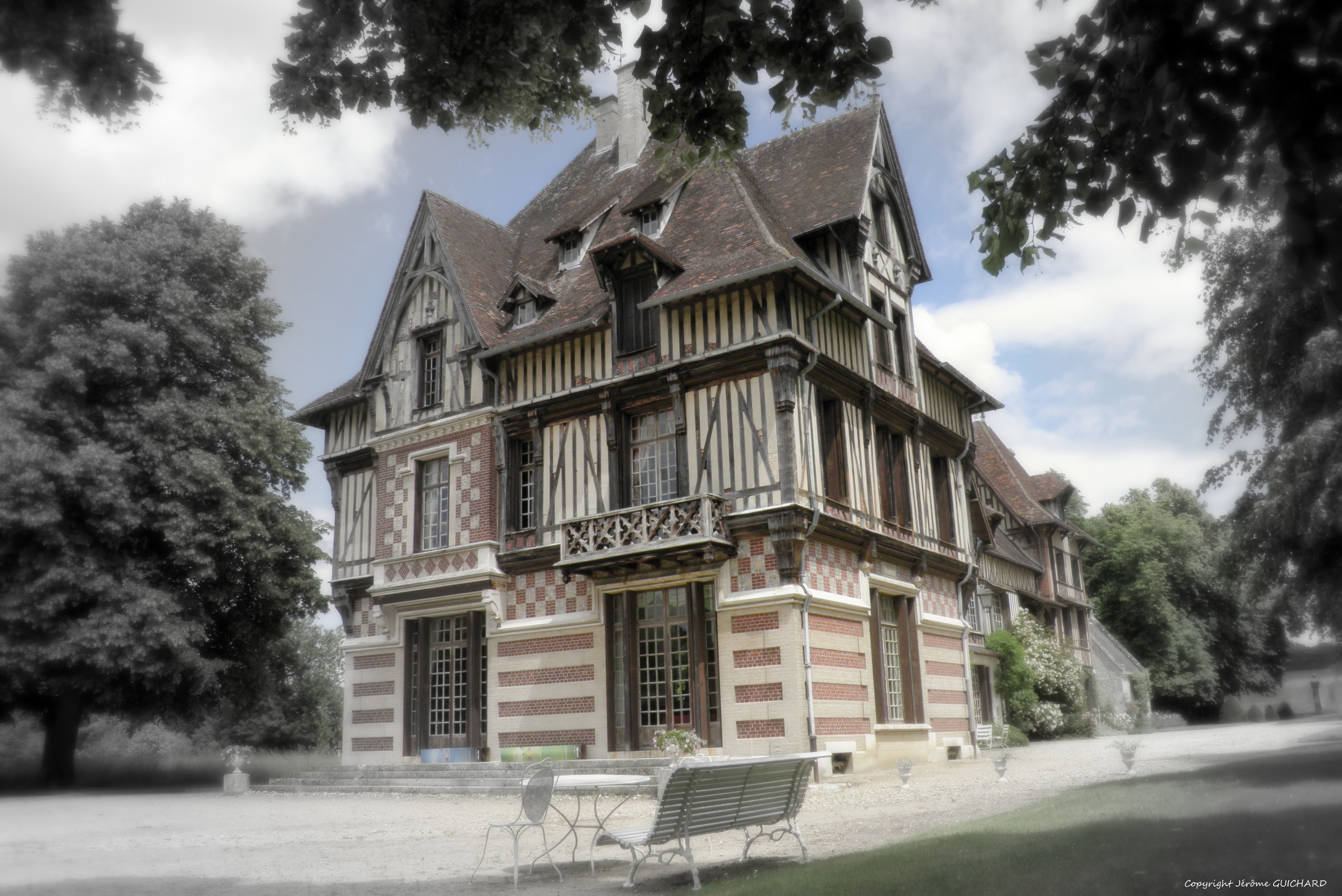
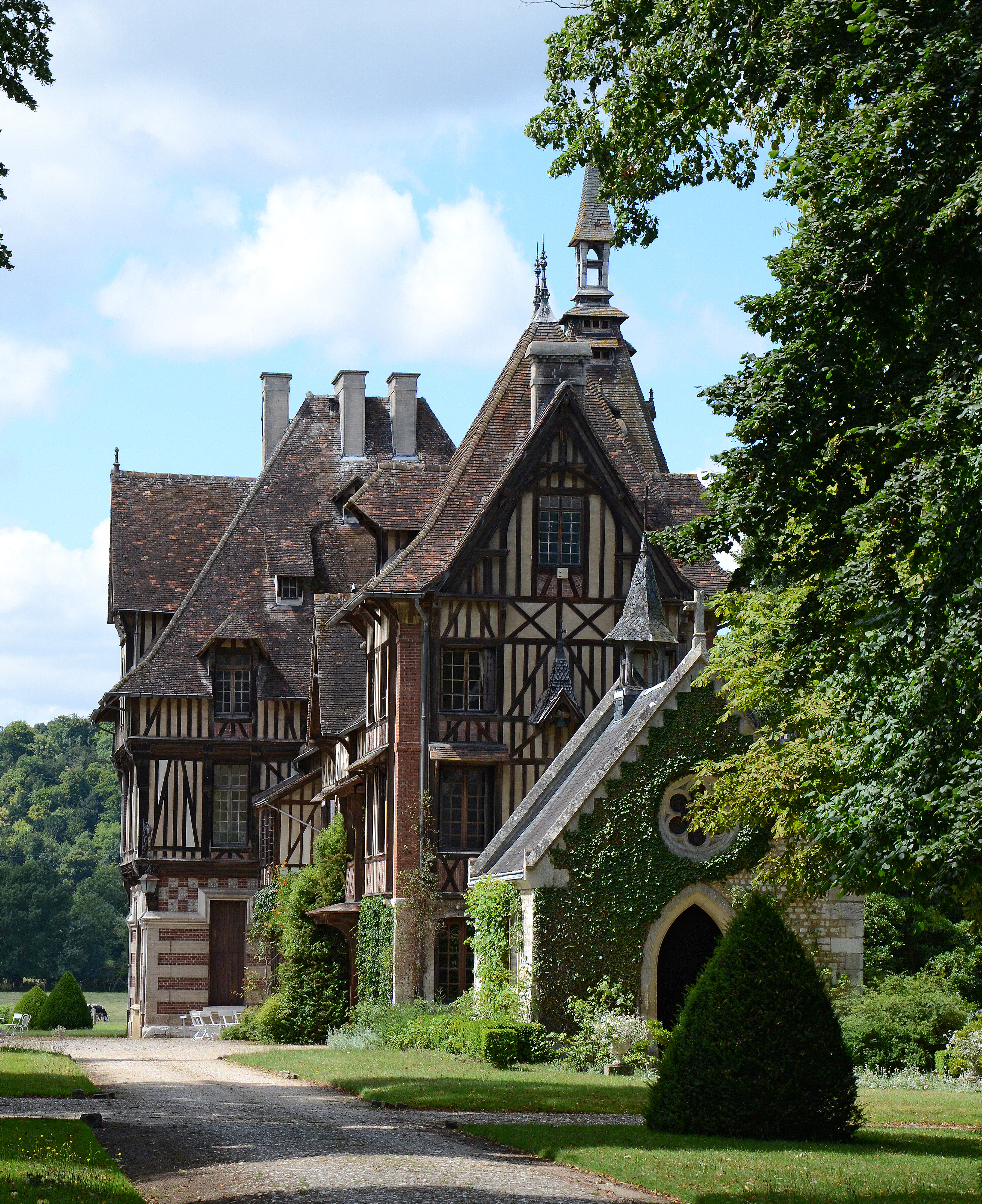
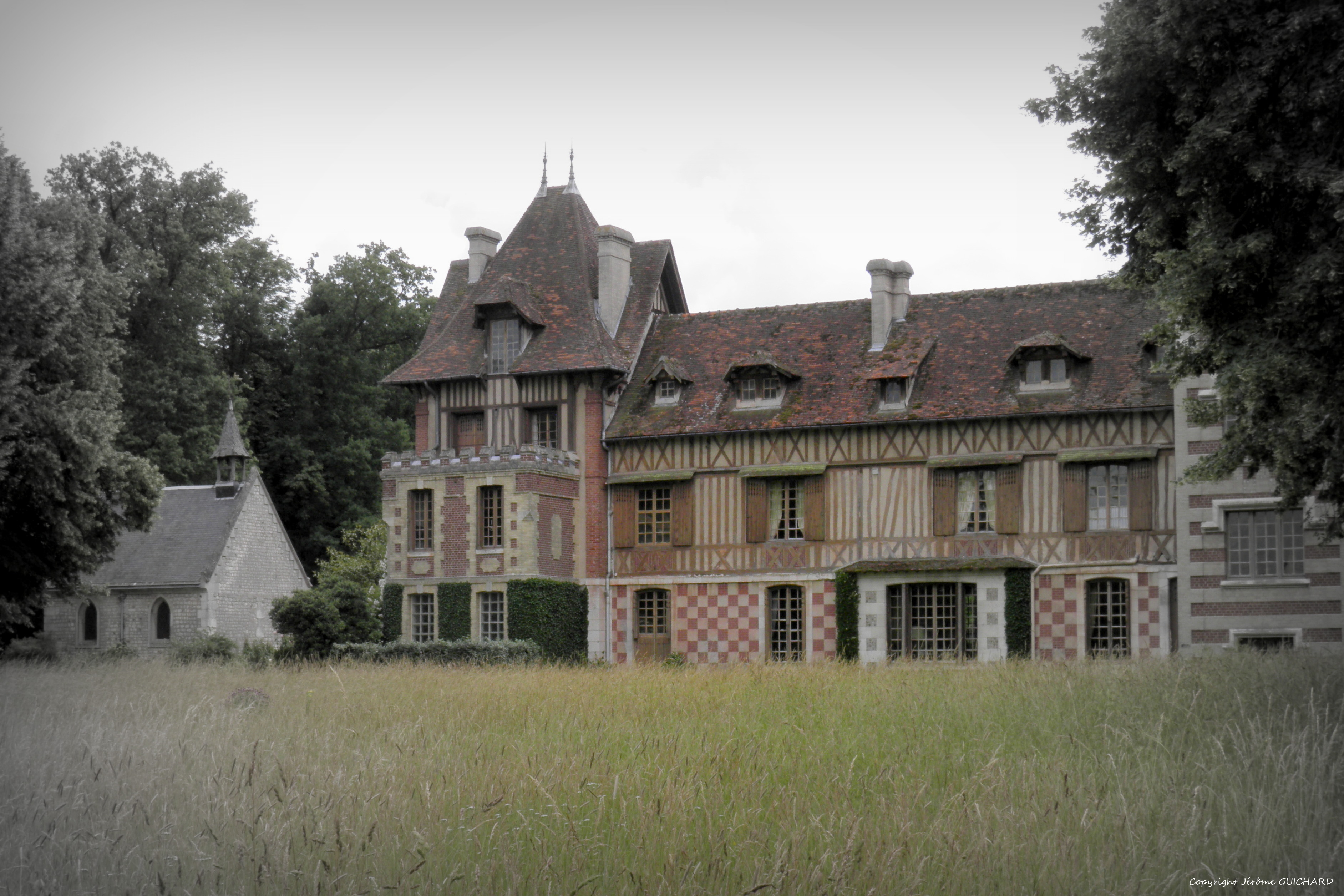

- Château de Bellegarde
- Château des Étangs
- Château de la Mare
- Château du Billois

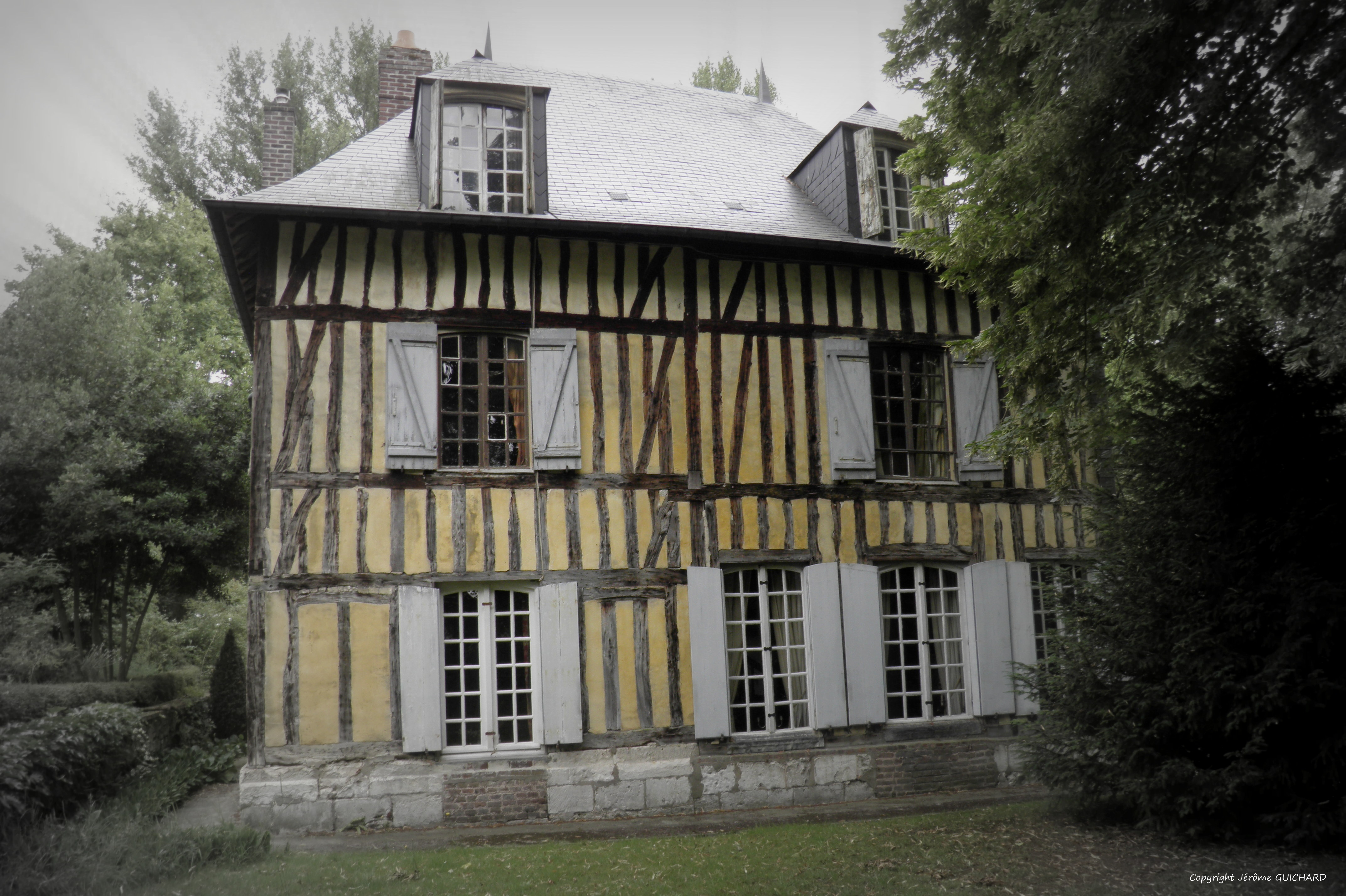
La closerie
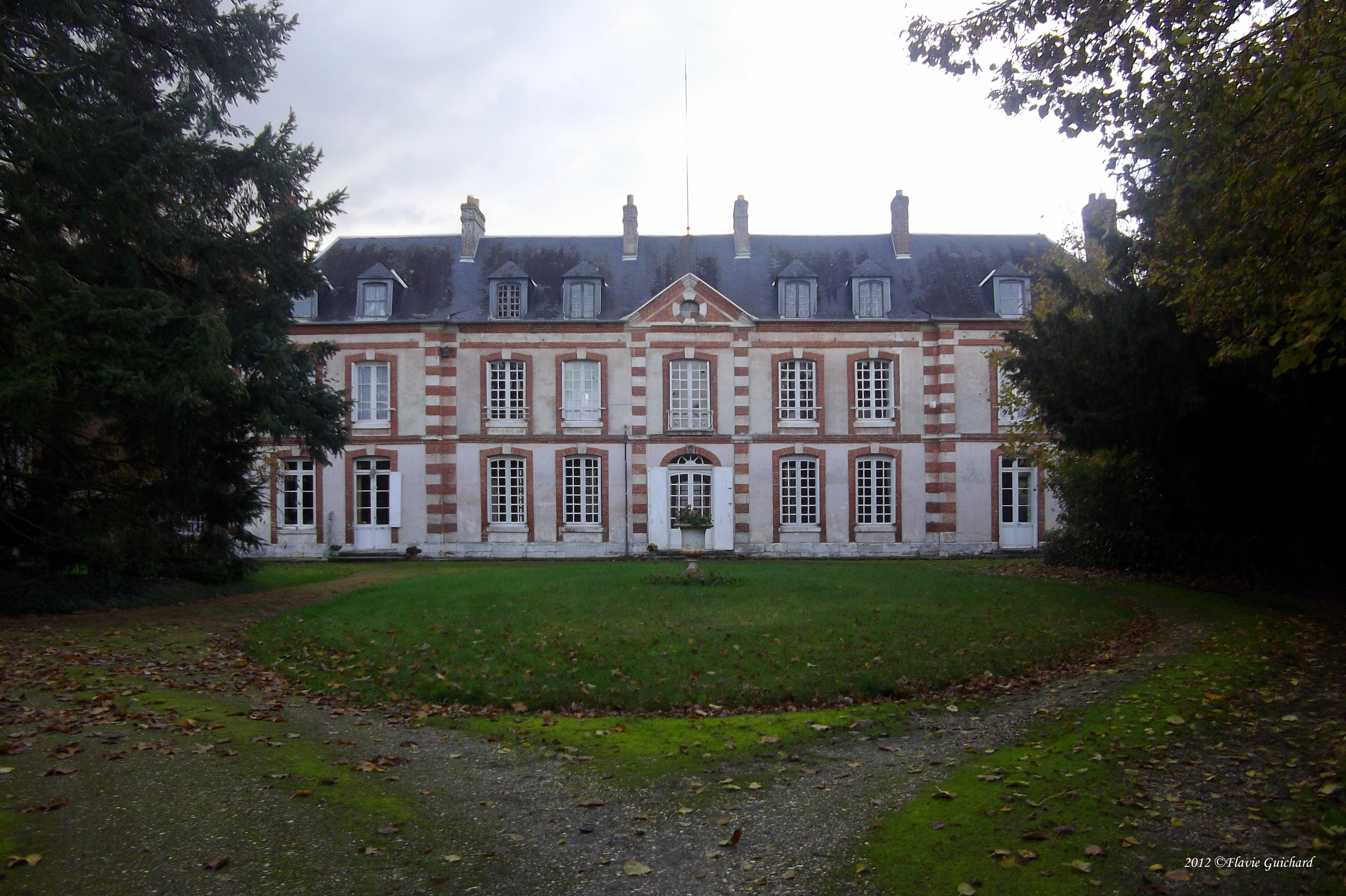
Le château des Étangs
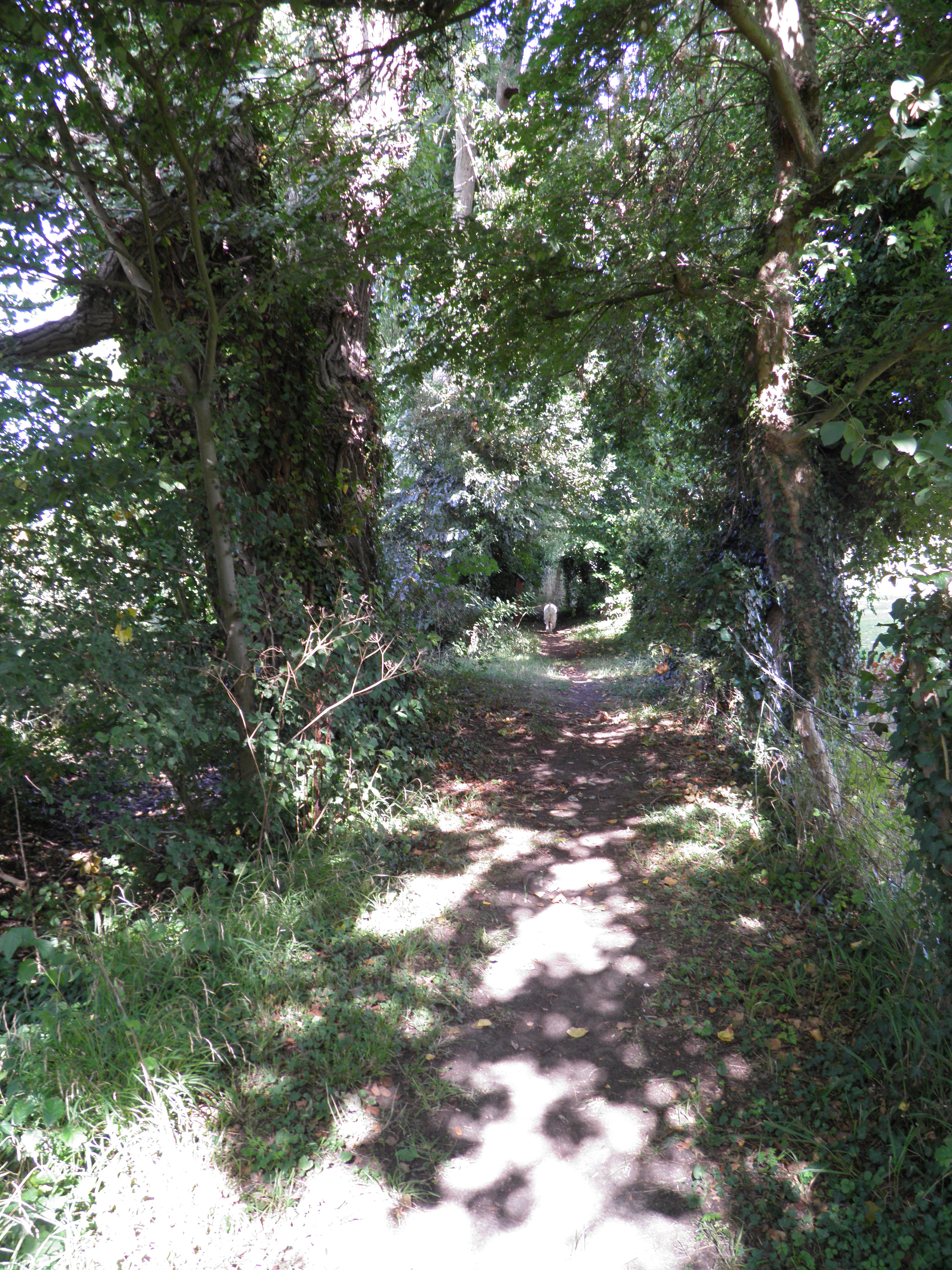
Le Chemin du Roy

### Personnalités liées à la commune
- Pierre de Gaulle (1897-1959), président du Conseil de Paris et frère du général, avait sa villégiature au château des Étangs.
- Chris Esquerre (1975- ), humoriste, animateur de radio et acteur français, y a habité durant sa jeunesse[32].
- Colonel Olivier Marc (1884-1968), cavalier et officier français, y a passé sa fin de vie.

### Patrimoine culturel
- Brigitte Bardot a joué dans le film L'Ours et la Poupée, tourné dans le village.

### Héraldique
| Blason de Saint-Pierre-de-Manneville | Blason  | D’or à la bande ondée d’azur, accompagnée en chef d’une grappe de raisin de gueules, tigée et feuillée de sinople et en pointe d’un sapin arraché du même, au chef de gueules chargé de trois angennes d’argent. |
| Blason de Saint-Pierre-de-Manneville | Détails | Le blason de la commune est constitué d'une bande ondée d’azur évoquant la Seine, accompagnée d’une grappe de raisin symbolisant la culture de la vigne qui a été introduite dans l'Antiquité ou au haut Moyen Âge, et d’une pointe de sapin illustrant la forêt de Roumare. En chef, figurent aussi des angennes signatures de la famille de Tancarville. Enfin, les tiges de blé entourant le blason rappellent la richesse agricole de la commune. Blason homologué par le Conseil français d’héraldique en 1993. |

## Pour approfondir